# Чикин, Константин Иванович
Константин Иванович Чикин (6 марта 1927, Лукоянов, Нижегородская губерния, СССР — 27 марта 1994, Киев, Украина) — советский и украинский художник-мультипликатор, режиссёр мультипликационных фильмов. Член Союза кинематографистов УССР.

## Биография
Родился в городе Лукоянове в семье служащего. Учился в Московском художественно-промышленном училище (1945-47).
В 1948 году окончил курсы художников-мультипликаторов под председательством И. П. Иванова-Вано (четвёртый выпуск), работал мультипликатором на киностудии «Союзмультфильм» (1950-67).
Летом 1966 закончил годичные вечерние курсы, организованные на базе ВГИКа.
С 1967 года — в Творческом объединении художественной мультипликации студии «Киевнаучфильм».
С 1973 года — режиссёр студии «Киевнаучфильм».
Работал в рисованной мультипликации. Член АСИФА.

## Фильмография

### Режиссёр-постановщик
- 1973 — Тайна Страны Земляники
- 1974 — Кот Базилио и мышонок Пик
- 1975 — Некогда! Некогда!
- 1975 — Непогода, непогода
- 1978 — Вожак

### Художник-постановщик
- 1953 — Волшебная птица
- 1985 — Современная сказка (Фитиль № 137)

### Художник-мультипликатор
«Союзмультфильм»
- 1951 — Ночь перед Рождеством
- 1951 — Сказка о мёртвой царевне и о семи богатырях
- 1952 — Каштанка
- 1952 — Снегурочка
- 1953 — Лесной концерт
- 1953 — Полёт на Луну
- 1954 — Золотая антилопа
- 1954 — Мойдодыр
- 1954 — Опасная шалость
- 1955 — Заколдованный мальчик
- 1955 — Остров ошибок
- 1955 — Стёпа-моряк
- 1956 — Двенадцать месяцев
- 1956 — Маленький Шего
- 1956 — Миллион в мешке
- 1956 — Палка выручалка
- 1957 — В некотором царстве
- 1957 — Опять двойка
- 1957 — Снежная королева
- 1958 — Грибок-теремок
- 1958 — Мальчик из Неаполя
- 1958 — Первая скрипка
- 1958 — Сказка о Мальчише-Кибальчише
- 1958 — Сказ о Чапаеве
- 1959 — Приключения Буратино
- 1959 — Похитители красок
- 1959 — Янтарный замок
- 1960 — «Железные друзья»
- 1960 — Золотое пёрышко
- 1960 — Лиса, бобёр и другие
- 1960 — Старик Перекати-поле
- 1961 — Дорогая копейка
- 1961 — Ключ
- 1961 — Чиполлино
- 1962 — Дикие лебеди
- 1962 — Сказка про чужие краски
- 1963 — Африканская сказка
- 1963 — Баранкин, будь человеком!
- 1963 — Вот так тигр!
- 1963 — Дочь солнца
- 1963 — Свинья-копилка
- 1963 — Снежные дорожки
- 1964 — Дядя Стёпа — милиционер
- 1964 — Кот-рыболов
- 1964 — Можно и нельзя
- 1964 — Петух и краски
- 1965 — Горячий камень
- 1965 — Картина
- 1965 — Лягушка-путешественница
- 1965 — Пастушка и трубочист
- 1965 — Рикки-Тикки-Тави
- 1966 — Жёлтик
- 1966 — Иван Иваныч заболел…
- 1966 — Жу-жу-жу
- 1967 — Сказка о золотом петушке

«Киевнаучфильм»
- 1967 — Песенка в лесу
- 1967 — Растрёпанный воробей
- 1968 — Музыкальные картинки
- 1968 — Осенняя рыбалка
- 1968 — Пугало
- 1968 — Сказка про лунный свет
- 1969 — Крымская легенда
- 1969 — Марс XX
- 1969 — Приключения казака Энея
- 1969 — Человек, который умел творить чудеса
- 1970 — Волшебные очки
- 1970 — Журавлик
- 1970 — Покатигорошек
- 1970 — Мальчик и облако
- 1971 — Волшебник Ох
- 1971 — Одуванчик — толстые щёки
- 1971 — Про полосатого слонёнка
- 1971 — Страшный серый лохматый
- 1972 — А вы, друзья, как ни садитесь…
- 1972 — Сказание про Игорев поход
- 1972 — Тигрёнок в чайнике
- 1973 — Почему у ёлочки колючие иголочки
- 1973 — Тайна Страны Земляники
- 1973 — Тёплый хлеб
- 1974 — Кот Базилио и мышонок Пик
- 1975 — Как Ёжик и Медвежонок встречали новый год
- 1975 — Некогда! Некогда!
- 1975 — Салют
- 1976 — Лесная песнь
- 1976 — Приключения капитана Врунгеля (1-3)
- 1977 — Как кошечка и собачка мыли пол
- 1977 — Лисичка со скалочкой
- 1977 — Приключения кузнеца Вакулы
- 1978 — Кто получит ананас?
- 1978 — Сказка про Чугайстра
- 1978 — Вожак
- 1979 — Как казаки мушкетёрам помогали
- 1979 — Цветок папоротника
- 1980 — Музыкальный магазин
- 1980 — Парасолька в цирке
- 1981 — Несчастливая звезда
- 1981 — Про больших и маленьких
- 1981 — Сезон охоты
- 1981 — Солнечный каравай
- 1982 — Башмачки
- 1982 — Дождик, дождик, пуще!
- 1982 — Мышки-малышки
- 1982 — Путаница
- 1983 — Миколино богатство
- 1983 — Солдатская сказка
- 1984 — Как казаки на свадьбе гуляли
- 1984 — Про всех на свете
- 1985 — Девочка и зайцы
- 1985 — Из жизни пернатых
- 1985 — Сампо из Лапландии
- 1986 — История о девочке, наступившей на хлеб
- 1986 — Гаврош
- 1987 — Как казаки инопланетян встречали
- 1987 — Песочные часы

«Укранимафильм»
- 1992 — Богданчик и барабан
- 1992 — Хромая уточка (Кривенька качечка)
- 1996 — Вий

«Борисфен (Украина)»
- 1993 — DIG SQUAD. Фильм первый

### Неустановленная роль
- 1977 — Парасолька на модном курорте[a]